# Яблонная медяница
Я́блонная медя́ница, или яблоневая медяница (лат. Cacopsylla mali), — вид насекомых из семейства настоящих листоблошек (Psyllidae).
Вредит повсеместно, особенно часто в Центральном и Северо-Западном регионах; монофаг, повреждает яблоню.

## Описание
Имаго длиной до 2,5—3 мм, желтовато-зелёного цвета; осенью часть особей становятся красноватыми; задние ноги прыгательные.
Личинка уплощённая, желтовато-оранжевая, после первой линьки зелёная; крылья развиваются с III возраста.

## Жизненный цикл
Зимуют мелкие овальные оранжевые яйца на коре 2—5-летних побегов. Появление личинок обычно совпадает с началом распускания почек, однако их отрождение растянуто и может продолжаться 10—16 дней. Отродившиеся личинки питаются на распускающихся почках, затем проникают внутрь них, после распускания почек присасываются к цветоножкам и черешкам листьев, а в последнем возрасте переходят на нижнюю сторону листьев, где окрыляются. Продолжительность развития личинок составляет обычно 25—28 дней. Часть взрослых особей мигрирует на другие травянистые и древесно-кустарниковые растения, растущие в саду или рядом с ним, но в конце лета возвращается на яблоню, где самки после спаривания откладывают зимующие яйца. Плодовитость 50—75 яиц. В течение года развивается одно поколение.
Личинки высасывают соки растений и загрязняют повреждаемые органы обильно выделяемыми сахаристыми экскрементами, имеющими вид серовато-белых шариков. Яйца и личинок вредителя уничтожают многие хищные насекомые (кокцинеллиды, златоглазки) и пауки.

## Повреждения

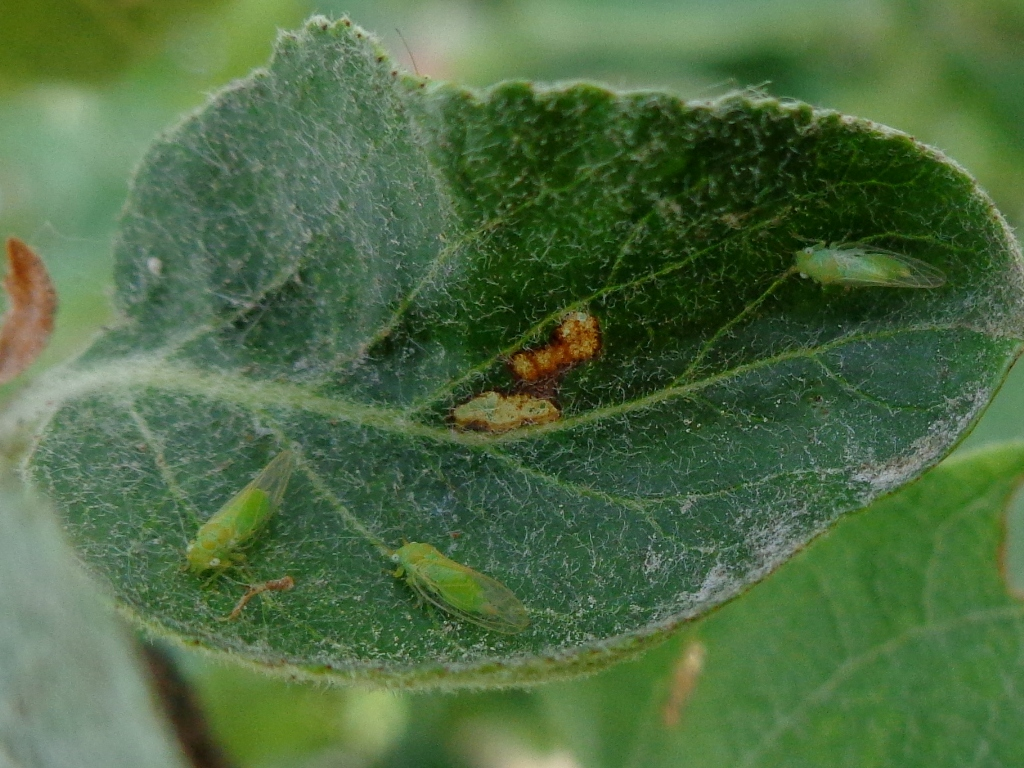
Имаго на листе яблони

В результате недоразвиваются листья, осыпаются бутоны, цветки и завязи, уменьшается масса плодов, ухудшается формирование плодовых почек под урожай будущего года. Как правило, сильнее повреждаются сорта более позднего срока цветения с густой кроной и толстой морщинистой корой на плодовых побегах; карликовые и полукарликовые формы — меньше. Сильнее заселяются ряды сада, граничащие с лесом или лесополосами. Интенсивному размножению яблонной медяницы благоприятствует умеренно теплая и влажная погода.

## Меры защиты
Для защиты яблонь применяют омолаживающую обрезку и прореживание кроны. Обработка специальными препаратами наиболее эффективна по набухшим почкам незадолго до отрождения личинок. Также проводят опрыскивания растений в фазе обособления бутонов.
В ряде случаев можно ограничиться краевыми обработками сада.